# Crispian St. Peters
Crispian St. Peters (eigentlich Robin Peter Smith, * 5. April 1939 in Swanley, Grafschaft Kent; † 8. Juni 2010 ebenda) war ein englischer Sänger.

## Biografie
Smith sammelte seine ersten Erfahrungen als Sänger in diversen Jugendgruppen. Dort lernte er auch Gitarre spielen. Der lange, dünne junge Mann wollte eigentlich zunächst Session-Gitarrist werden, versuchte es dann jedoch als Sänger. Mitte der 1960er Jahre bekam er unter dem Künstlernamen Crispian St. Peters einen Plattenvertrag, Erfolg stellte sich jedoch zunächst nicht ein.
Erst Anfang 1966 gelang mit You Were on My Mind, dessen Original von Ian & Sylvia aus dem Jahr 1964 stammt, der Einstieg in die englischen, später auch in die deutschen und amerikanischen Charts. Der Folgehit, The Pied Piper, war ebenfalls eine Coverversion und konnte nahtlos an den Erfolg des Vorgängers anknüpfen. Im Original stammte das Lied von der Gruppe The Changin’ Times (Artie Kornfeld und Steve Duboff). Der dritte Singleerfolg, Changes, ursprünglich 1966 von Gordon Lightfoot veröffentlicht, fand deutlich weniger Beachtung und war der letzte Hit des Sängers.
Von 1969 bis 1974 war St. Peters verheiratet. Er hatte einen Sohn und eine Tochter.
Im Alter von 55 Jahren erlitt er 1995 einen Schlaganfall. 2001 setzte er sich als Musiker zur Ruhe. St. Peters starb am 8. Juni 2010 nach langer Krankheit.

## Diskografie

### Alben
- 1966: The Pied Piper
- 1966: Follow Me …
- 1970: Simply

### Kompilationen
- 1973: The World Of
- 1982: The Pied Piper
- 1996: The Anthology
- 2009: The Pied Piper (2 CDs)

### EPs
- 1966: You Were on My Mind / What I’m Gonna Be / The Pied Pipper / Sweet Dawn My True Love
- 1966: Changes
- 1967: Almost Persuaded
- 1969: The Golden Era of Hits Vol. 7

### Singles
- 1965: At This Moment
- 1965: No, No, No
- 1965: You Were on My Mind
- 1966: The Pied Piper
- 1966: Changes
- 1966: But She’s Untrue
- 1967: Almost Persuaded
- 1967: Free Spirit
- 1968: That’s the Time
- 1968: Low Bad Hurting (als Country Smith)
- 1968: Carolina
- 1968: Look into My Teardrops
- 1968: Please Take Me Back
- 1970: So Long
- 1970: Wandering Hobo
- 1972: Take Me Home Country Roads (als Wheels)
- 1974: Do Daddy Do